# Rolf F. Rehe
Rolf F. Rehe (* 1935) ist ein deutscher Zeitungsdesigner.

## Leben
Rehe arbeitete an der Herron School of Art, USA. Er ist ein international tätiger Zeitungsdesigner, dessen Arbeit ihn bisher in 32 Länder auf allen Kontinenten geführt hat. Zu seinen Neugestaltungen gehören vor allem Tageszeitungen in den USA, Südamerika und in vielen Ländern Europas.
Rehe absolvierte nach Beendigung der Schulzeit eine Ausbildung zum Schriftsetzer beim Haller Tagblatt. Ende der fünfziger Jahre entschloss er sich, in die Vereinigten Staaten auszuwandern. Dort studierte er visuelle Kommunikation an der Indiana University und arbeitete anschließend zehn Jahre ebendort als Professor. 1979 war er Gründungsmitglied der Society for News Design (SND). Ab 1982 veranstaltete er Seminare zum Thema Zeitungsdesign in Zusammenarbeit mit der INCA FIEJ Research Association in Darmstadt. Heute lebt Rehe in Wien.

## Schriften
- Artikel in Zeitungstechnik und SND-Journal
- Typography: How to Make It Most Legible. Indianapolis, 1974.
- Typography and design for newspapers. Darmstadt, IFRA 1985. ISBN 3-9800623-7-6